# Hydroperoxyde de lithium
L'hydroperoxyde de lithium est un composé ionique de formule LiOOH. Il est constitué du cation lithium (Li+) et de l'anion hydroperoxyde (HOO−).